# Tungros

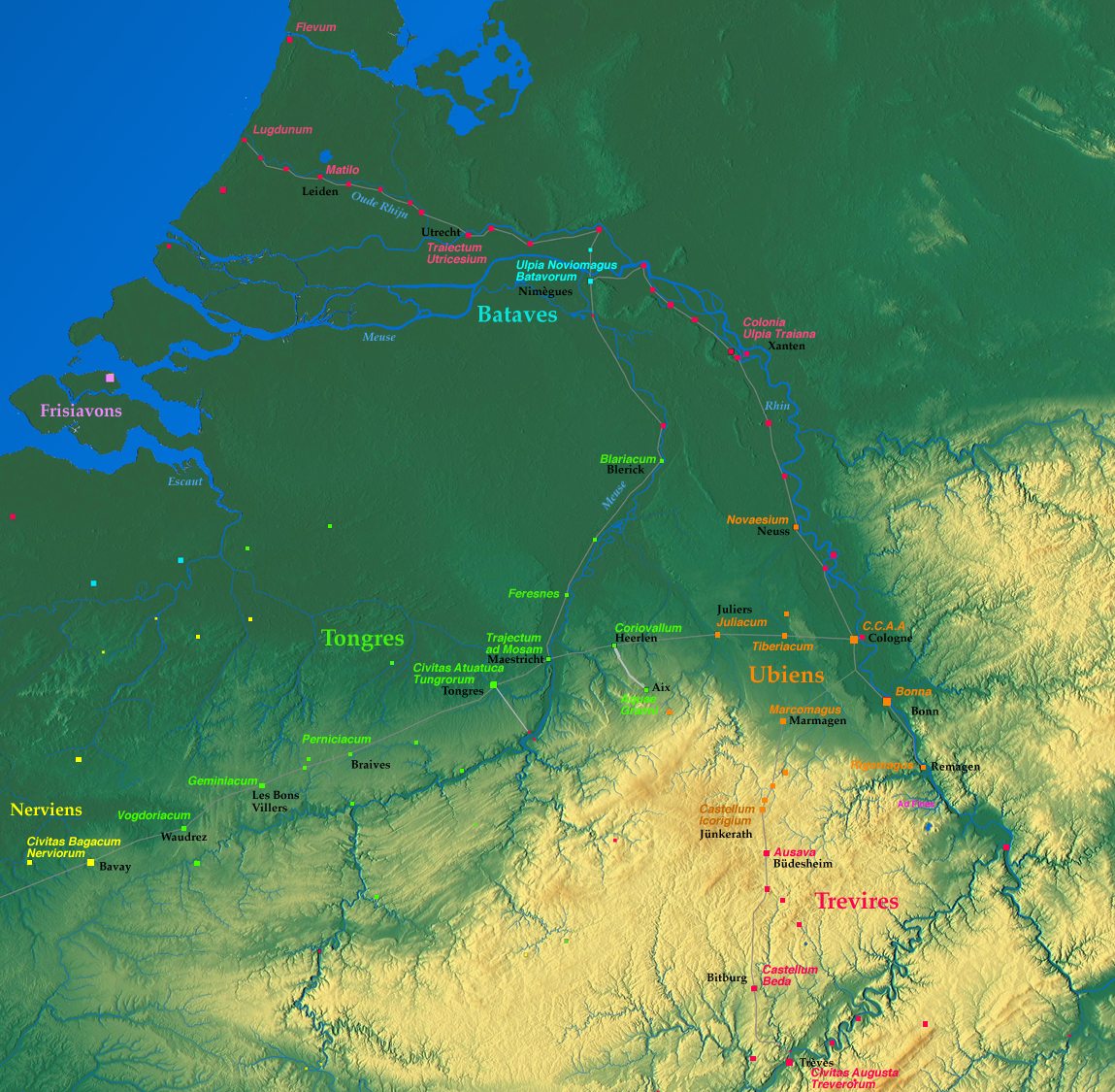
A província romana da Germânia Inferior, mostrando Atuatuca, moderno Tongeren, a capital dos Tungros (Tongres). Lugares associados com os Tungros estão em verde brilhante. Foi na estrada entre Amiens e Colónia sobre o Limes do Reno.

Os Tungros (ou Tungri, Tongri, ou Tungrians) eram uma tribo ou grupo de tribos, que viveu na Gália Belga, durante os tempos do Império Romano. Eles foram descritos por Tácito como sendo as mesmas pessoas que foram pela primeira vez chamado de germanos, o que significa dizer que todas as outras tribos que mais tarde foram assim denominadas, tinham esta mesma referência territorial e etimológica, incluindo aqueles denominados povos germânicos, que viviam à leste do Reno. Seu nome é, portanto, a origem da denominações de várias localidades na Bélgica, Alemanha e Holanda, incluindo Tongeren, e outros, como Tongerloo e Tongelre.

## Origens
Em um comentário em sua "Germânia", Tácito observa que "Germanis" foi o nome original tribal dos Tungros com quem os gauleses estavam em contato. Entre os gauleses o termo germanos passou a ser amplamente aplicado.
O nome Germânia, por outro lado, dizem eles, é moderno e recém-introduzido, e surgiu a partir do fato de que as tribos que primeiro cruzaram o Reno e expulsaram os gauleses e, agora chamados Tungrianos, foram então chamados Germanis. Assim, o que antes era [tão somente] o nome de uma tribo, e não de uma raça, gradualmente prevaleceu, até que todos se autodenominavam por esse nome auto-inventado de Germanis e que os conquistadores haviam utilizado pela primeira vez para inspirar terror.
Algumas gerações anteriores, Júlio César, por outro lado, não menciona os Tungros, mas diz que os Condrusos, os Eburões, os Cerósios e os Pemanos, vivendo na mesma área [aproximada] que os Tungros foram, depois "chamados pelo nome comum de Germani" e se estabeleceram na Gália já antes da Guerra Címbrica,  tendo vindo da Germânia, à leste do Reno. Os aliados romanos nominavam-nos como tendo contribuído juntamente com as demais tribos, para a revolta Belga contra ele, dentro da qual os Eburões foram os mais importantes. Eles eram liderados por Ambiorix e Cativolco. Também as tribos vizinhas, como os Aduáticos, cuja origem César descreve mais especificamente como tendo descendido dos Cimbros e Teutões e, contra quem, os Germanos tinham sido a única tribo gaulesa a defenderem-se com sucesso. Seus descendentes, se houvesse algum, provavelmente terá vivido entre os Tungros.
Já durante as campanhas de César, os Tencteros e os Usípetes cruzaram o Reno para um ataque ao rebanho de gado dos territórios dos Menápios, Eburões e Condrusos, dando a César uma desculpa para uma nova intervenção militar na região. Perseguiu-os de volta ao longo do Reno, onde foram ajudados pelos Sicâmbrios. Mais tarde, o próprio César incentivou aos Sicâmbrios para atravessarem o Reno, invadirem o território dos Eburões, visando saquear suas propriedades, cuja fortaleza tinha deixado de existir. Essas tribos que atravessaram o Reno e tornaram-se parte do Império Romano, da Germânia Inferior foram, aparentemente, muito influenciadas pela cultura gaulesa, alguns usando nomes gauleses pessoais e tribais.
Mais tarde, como a área se tornou parte do Império Romano, algumas dessas tribos que viviam às margens do Reno, incluindo os Sicâmbrios e os Úbios, foram forçados por Tibério a se re-instalarem-se no nordeste da Gália, nas províncias romanizadas com nomes tribais desenvolvidos a partir da fusão [de entrada] de grupos com os povos qua lá viviam antes de César. Esta é a origem aparente de ambos os Tungros e uma sequência de outros grupos tribais da Germânia Inferior.
A história exata de cada uma das tais fusões é desconhecida, embora as áreas mais próximas ao Reno parecem ter sofrido imigrações em maior escala, enquanto que no concernente aos Tungros muitas vezes são suspeitos de serem menos influenciados por este processo de mudança. Grupos tribais menores, tais como os Condrusos (uma das tribos "Germani" mencionadas por César) e os Toxandros (provavelmente os mesmos Eburões) continuaram a existir como grupos reconhecidos para fins administrativos da revisão das tropas [romanas?]. Já ao norte do território dos Tungros, no Delta do Reno e Mosa estavam os Batavos, uma formação semelhante e nova, aparentemente composta de Catos e [presumivelmente] Eburões. Ao nordeste dos Tungros, perto do Reno estavam os Cugernos, que eram [talvez] os mesmos Sicâmbrios, e depois ao redor da área de Colônia e Bonn, estavam os Úbios, que seriam complatamente dizimados.

## História

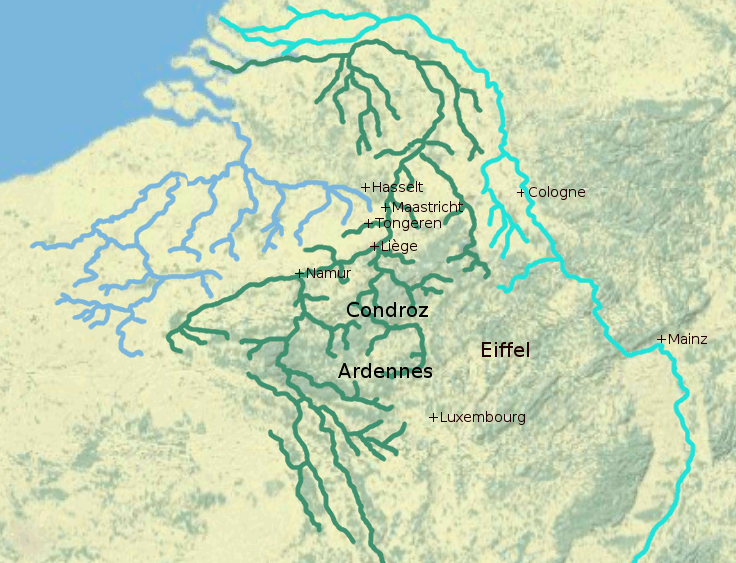
Mapa mostrando os três rios relevantes, onde se acredita ser a posição onde viviam os Tungros. Os rios Escalda, o Mosa e o Reno. Viviam entre o Escalda e do Reno, com sua capital em Tongeren. No sul do seu território incluiu a Condroz. No norte se estendia para a região plana da campina.

Plínio, o Velho é o primeiro escritor a mencionar os Tungros na Gália Belga, em sua História Natural. Ele observa que o seu território...
...Tem uma correnteza de grande destaque, que brilha quando irrompe como inumeráveis bolhas, e tem um certo gosto ferruginoso, somente perceptível após ter sido degustado. Esta água é fortemente purgativa, é curativa da febre terçã, e dispersa cálculos urinários: quando à presença do fogo assume uma aparência turva e, finalmente, fica vermelha.
Tem sido sugerido que isto se refere às águas bem conhecidas de Spa, na província de Liège, ou então às águas encontradas em Tongeren, que são convenientemente ferruginosas, e hoje são conhecidas como "Plinius bron".
Ambos Plínio e Ptolomeu (em seu Geografia não são claros sobre a posição exata dos Tungros mas se entendem ao colocá-los à leste do rio Escalda, e ao norte da Silva Arduenna (Floresta de Ardennes), ao longo do médio e baixo vale do Mosa.
Sua capital tribal ficava em Atuatuca Tungroro (ou Aduatuca), provavelmente a moderna Tongeren em Limburgo, província da Bélgica (a palavra Atuatuca parece querer significar fortaleza). Foi sob os romanos, que os Tungros civitas fizeram, pela primeira, vez parte da Gália Belga, e mais tarde dividiram-se para reunir os territórios dos Úbios a sudeste, e os Cugernos (que geralmente são postos como descendentes dos Sicâmbrios), a nordeste, e passaram assim a compor uma parte da Germânia Inferior, e ainda mais tarde, tornaram-se parte da Germânia Secunda. Em outras direções, seus vizinhos, no tempo dos romanos, foram a tribo belga dos Nérvios, ao oeste e os Remos e os Tréveros ao sul. Todas essas tribos estavam nessas regiões desde antes das campanhas de César.

## Parte do Império
Tácito em sua Histórias observa duas coortes de Tungros na guerra civil de 69 d.C..
Os Tungros foram mencionados na Notitia Dignitatum, um documento do início do século V, em que foi transcrita cada ação ou campanha militar no final dos anos do Império Romano. O documento menciona a "Tribune da Primeira Coorte de Tungri" estacionada em Vercovício (agora conhecida como Housesteads, Nortúmbria) sobre a Muralha de Adriano. A coorte, posteriormente, foi dividida em para formar uma "Secunda coorte de Tungri" e assim, ambas as coortes, estavam compostas de 1.000 homens.

## Localização
Quando os romanos chegaram, várias tribos foram localizados na região dos Países Baixos, que residiam nas partes habitáveis mais altas, especialmente no leste e sul. Essas tribos não deixaram registros escritos. Todas as informações conhecidas sobre elas durante este período pré-romano é baseada no que os romanos, mais tarde, escreveram sobre as mesmas.

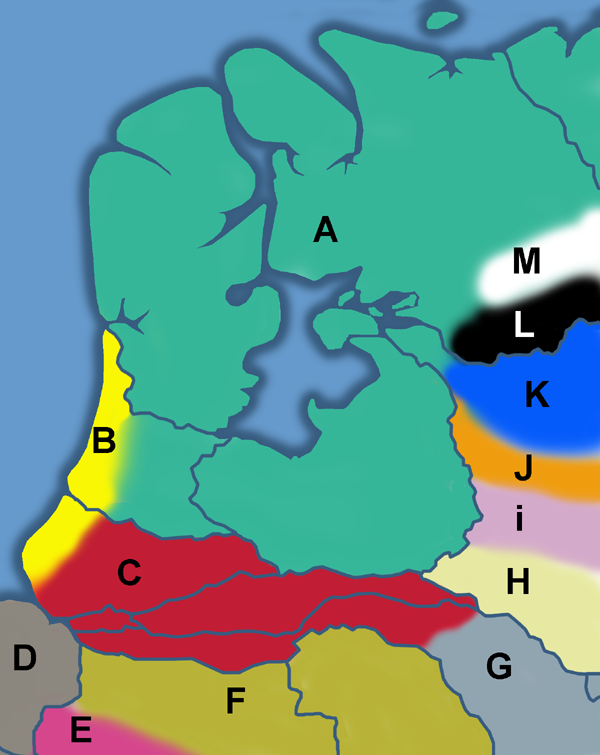
O local aproximado (hoje Holanda) onde as tribos germânicas se assentaram no séc. I. Os limites exatos são desconhecidos entretanto, e H a M em particular, não devem ser considerados como representações exatas.

As tribos mostrado no mapa à esquerda são:
- A. Frísios,
- B. Caninefates,
- C. Batavos,
- D. Marsos,
- E. Toxandros,
- F. Menápios,
- G. Ampsivários,
- H. Camavos,
- I. Sicambros,
- J. Brúcteros,
- K. Tubantes,
- L. Usípetes e
- M. Tencteros.

Outros grupos tribais não mostrados neste mapa, mas associado com a Holanda são:
- Ambianos,
- Catos,
- Catuários,
- Morinos,
- Salianos,
- Tungros e
- Úbios.